# Julien d'Halicarnasse
Julien d'Halicarnasse, évêque d'Halicarnasse en Asie Mineure, Carie (actuellement Bodrum en Turquie), partisan du monophysisme, fut un allié de Sévère d'Antioche à Constantinople avant l'accession de Justin Ier au pouvoir (518). Il fut ensuite exilé avec lui en Égypte, mais une controverse divisa les deux amis sur la question du caractère incorruptible du corps du Christ. Julien soutenait, dans son Tome, que le corps du Christ était par nature exempt de corruption (ἄϕθαρτος), et donc de passion et de mort, doctrine monophysite extrême, qualifiée d'aphthartodocétisme. Un parti se forma en Égypte pour la défendre, et en 535 l'élection du patriarche d'Alexandrie vit l'affrontement sanglant des « sévériens », qui élurent Théodose d'Alexandrie, et des « julianistes », qui choisirent Gaianos (d'où le nom de gaianites accolé également aux aphthartodocètes) ; après la mort en exil de Gaianos, les « julianistes » égyptiens le remplacèrent par Elpidios. La doctrine se répandit aussi en Syrie et en Arménie, et il exista une Église « julianiste » pendant plusieurs siècles.
Déjà âgé à son arrivée en Égypte, Julien dut mourir peu après 527. De ses écrits, en plus des citations qu'en fait Sévère d'Antioche dans ses traités de réfutation, il reste la traduction syriaque de trois lettres, effectuée par Paul de Callinicum.

#### Écrits
- CPG 7125-7127

#### Études
- René Draguet, « Julien d'Halicarnasse et sa controverse avec Sévère d'Antioche sur l'incorruptibilité du corps du Christ », Dissertations de Maîtrise, Louvain, 2e série, vol. 12,‎ 1924.